# کلک‌چال (آمل)
کلک‌چال نام کوه و غاری است در نزدیکی آمل. در روایت‌های اساطیری پایتخت منوچهر، پادشاه پیشدادی ایران در زمان پهلوانی سام نریمان نیای رستم بوده‌است. آثاری از زندگی انسان‌های پیش از تاریخ در آن یافت شده‌است.
به اعتقاد مردم محلی، این غار خانه دیو سپید بوده‌است.